# Klaus Biemann
Klaus Biemann (2 de novembre de 1926 a Innsbruck - 2 Juny 2016 a Brunswick, Maine) va ser un químic austríac-americà implicat en el desenvolupament d'espectròmetres de masses i és considerat un dels pares de l'espectrometria de masses de molècules orgàniques.

## Biografia i contribucions científiques
Klaus Biemann va néixer a Innsbruck, Àustria, el 1926 i seguint la tradició familiar va començar els seus estudis per convertir-se en farmacèutic, i posteriorment es va interessar per la química orgànica, disciplina en la qual va obtenir un doctorat el 1951 a la Universitat d'Innsbruck, sota la direcció del professor Hermann Bretschneider. Posteriorment es va traslladar als Estats Units amb el programa de beques Fulbright, per dur a terme investigacions amb el professor George Büchi al Departament de Química de Massachusetts Institute of Technology (MIT). Aquesta visita el va introduir a la química moderna i a l'estudi de productes naturals. Va tornar a Àustria com a instructor de química orgànica i farmacèutica a la Universitat de Innsbruck, però el 1955, es va traslladar com a investigador associat al laboratori del professor Büchi al MIT, institució en la qual Biemann va romandre durant tota la seva carrera professional.
La seva investigació postdoctoral al MIT a mitjans de la dècada de 1950 va portar Klaus al món de la química orgànica sintètica i la caracterització estructural de productes naturals. El seu projecte inicial al laboratori de Büchi va ser sintetitzar el producte natural anomenat muscopiridina, un terpenoide excretat per del cérvol mesquer. Posteriorment, Klaus Biemann va convertir-se en professor (1963), i durant la dècada de 1970, Biemann es va veure fortament involucrat en l'anàlisi de compostos orgànics per espectrometria de masses. Les principals contribucions científiques de Klaus Biemann és en el camp de la recerca bioquímica, i més concretament, en la seqüenciació de pèptids i proteïnes per espectrometria de masses.
El 1958 Biemann va obtenir el seu primer espectròmetre de masses, que posteriorment va utilitzar per a la identificació de proteïnes. El seu grup també va desenvolupar mètodes numèrics per a l'avaluació de la proteòmica i va esdevenir un dels principals laboratoris d'espectrometria de masses del món. Biemann es considera avui com un dels pares de l'espectrometria de masses de molècules orgàniques. Al 1960 Biemann va elaborar la conversió de pèptids als seus derivats poliamino-alcohols utilitzant LiAlD4, ja que aquests derivats eren suficientment volàtils per analitzar-los per cromatografia de gasos i espectrometria de masses per amb l'objectiu de determinar la seqüència d'aminoàcids del pèptid original. La primera proteïna a seqüenciar va ser la subunitat A de la monelina, una proteïna que prové d'una planta sud-africana i amb un potencial d'ús com a agent edulcorant. L'èxit de l'estratègia d'anàlisi de Biemman va culminar amb l'el·lucidació de la seqüència d'aminoàcids completa de bacteriorrodopsina el 1979, una proteïna molt hidrofòbica, associada a membrana, de 248 residus aminoacídics.
El 1976, Biemann va dirigir un equip científic per desenvolupar un espectròmetre de masses en miniatura per enviar-lo a Mart com a part de la Missió Viking amb la intenció de buscar compostos orgànics a la superfície del planeta roig. A aquest efecte, les mostres del sòl marcià es van escalfar a diferents temperatures i es va analitzar la composició dels gasos emergents en cada cas.
Klaus Biemann es va convertir en professor emèrit al Massachusetts Institute of Technology (MIT) el 1996, després de 45 anys productius com a científic i com a mentor de més de 130 estudiants de doctorat i associats postdoctorals. El 1993 va ser elegit membre de l'Acadèmia Nacional de Ciències i el 1996 va ser elegit membre de l'Acadèmia Americana d'Arts i Ciències.

## Reconeixements i premis
Els premis i honors de Klaus Biemann inclouen:
- Benjamin Franklin Medal in Chemistry (2007)
- Medalla Thomson de la Fundació Internacional d'Espectrometria de Masses (1991)[5]
- el Camp i Franklin Award in Mass Espectrometria de la American Chemical Society (1986)
- Medalla Fritz-Pregl de la Societat Microquímica Austríaca (1977)
- Medalla d'assoliment científic excepcional de la NASA (1977)
- Medalla Stas de la Societat Química Belga (1962).[6]
- Guggenheim Fellow (1983)[7]
- Camp i Franklin Award in Applied Mass Spectrometry of the Societat Química Americana (1986)[8]
- Premi Edman Pehr (1992)[9]
- Premi Beckman-ABRF de l'Associació d'Unitats de Recursos Biomoleculars (1995)
- Premi de Química Analítica ACS de la Societat Química Americana (2001)[10]
- Medalla de Química de l'Institut Franklin (2007)